# Michel Aikpé
Michel Aikpé (1942 - 20 juin 1975) est le ministre de l'Intérieur de la République du Bénin et le numéro deux du premier gouvernement de Mathieu Kérékou, de 1972 à 1975. 

## Biographie
Originaire d'Abomey, Aikpé fait partie de la junte militaire qui, avec Janvier Assogba et Michel Alladaye, renverse le gouvernement civil dirigé par le président Justin Ahomadégbé-Tomêtin en 1972. La junte remet ensuite le pouvoir au général Mathieu Kérékou cette même année. 
En 1975, il est assassiné par Martin Dohou Azonhiho sur ordre du président Mathieu Kérékou pour avoir eu des ambitions politiques. Cependant,  la raison officielle évoque une liaison avec la femme de Kérékou,,.